# Persone di cognome Nielsen
| Questa pagina contiene informazioni ricavate automaticamente dalle voci biografiche con l'ausilio del template Bio e di un bot. L'aggiornamento è periodico e automatico e ricostruisce completamente la pagina. Se manca una persona in questa lista, sei pregato di non aggiungerla, ma accertati piuttosto che la sua voce biografica contenga il template Bio e che i dati anagrafici siano correttamente compilati. Se il template Bio manca, inseriscilo tu stesso o, in alternativa, metti l'avviso {{tmp\|Bio}} che ne segnala la mancanza. Se i dati riportati sono sbagliati, correggi direttamente la voce biografica; le modifiche saranno visibili in questa lista entro pochi giorni. Per chiarimenti vedi il progetto antroponimi. La lista contiene solo le 104 persone che sono citate nell'enciclopedia e per le quali è stato implementato correttamente il template Bio. Pagina aggiornata al 23 lug 2025. |

Questa è una lista di persone presenti nell'enciclopedia che hanno il cognome Nielsen, suddivise per attività principale.

## Allenatori di calcio(9)
- Allan Nielsen, allenatore di calcio e ex calciatore danese (Esbjerg, n. 1971)
- Christian Nielsen, allenatore di calcio e dirigente sportivo danese (n. 1974)
- David Nielsen, allenatore di calcio e ex calciatore danese (Skagen, n. 1976)
- Ivan Nielsen, allenatore di calcio e ex calciatore danese (Frederiksberg, n. 1956)
- Jimmy Nielsen, allenatore di calcio e ex calciatore danese (Aalborg, n. 1977)
- Kent Nielsen, allenatore di calcio e ex calciatore danese (Frederiksberg, n. 1961)
- Nils Nielsen, allenatore di calcio danese (n. 1971)
- Per Nielsen, allenatore di calcio e ex calciatore danese (Aarhus, n. 1973)
- Peter Nielsen, allenatore di calcio e ex calciatore danese (Copenaghen, n. 1968)

## Allenatori di pallacanestro(1)
- Matt Nielsen, allenatore di pallacanestro e ex cestista australiano (Sydney, n. 1978)

## Allenatori di tennis(1)
- Frederik Nielsen, allenatore di tennis e ex tennista danese (Kongens Lyngby, n. 1983)

## Arbitri di calcio(1)
- Kim Milton Nielsen, ex arbitro di calcio danese (Copenaghen, n. 1960)

## Atleti(1)
- Gunnar Nielsen, atleta danese (Copenaghen, n. 1928 - Copenaghen, † 1985)

## Attori(6)
- Erik Charles Nielsen, attore e comico statunitense (West Sayville, n. 1981)
- Gunnar Nielsen, attore svedese (Stoccolma, n. 1919 - † 2009)
- Hans Nielsen, attore e doppiatore tedesco (Amburgo, n. 1911 - Berlino, † 1965)
- Leslie Nielsen, attore e comico canadese (Regina, n. 1926 - Fort Lauderdale, † 2010)
- Peter Nielsen, attore e sceneggiatore danese (Haldum, n. 1876 - Copenaghen, † 1949)
- William Jøhnk Nielsen, attore danese (Hundested, n. 1997)

## Attori teatrali(1)
- Martinius Nielsen, attore teatrale e regista danese (Copenaghen, n. 1859 - Fredensborg, † 1928)

## Attrici(7)
- Asta Nielsen, attrice danese (Copenaghen, n. 1881 - Frederiksberg, † 1972)
- Brigitte Nielsen, attrice, modella e conduttrice televisiva danese (Rødovre, n. 1963)
- Christiane Nielsen, attrice tedesca (Würzburg, n. 1936 - Francoforte sul Meno, † 2007)
- Connie Nielsen, attrice e modella danese (Frederikshavn, n. 1965)
- Helle Nielsen, attrice danese (Copenaghen, n. 1946 - † 2025)
- Kristine Nielsen, attrice statunitense (Bethesda, n. 1955)
- Lykke Nielsen, attrice e sceneggiatrice danese (Copenaghen, n. 1946 - Dragør, † 2006)

## Batteristi(1)
- Daxx Nielsen, batterista statunitense (Chicago, n. 1980)

## Calciatori(21)
- Benny Nielsen, ex calciatore danese (Frederiksværk, n. 1951)
- Brian Nielsen, calciatore danese (Herlev, n. 1987)
- Carsten Nielsen, ex calciatore danese (Copenaghen, n. 1955)
- Casper Nielsen, calciatore danese (Esbjerg, n. 1994)
- Claus Nielsen, ex calciatore danese (Kalundborg, n. 1964)
- Eigil Nielsen, calciatore, pallamanista e imprenditore danese (Esbjerg, n. 1918 - Frederiksberg, † 2000)
- Emil Nielsen, calciatore danese (n. 1993)
- Erling Nielsen, calciatore danese (Odense, n. 1935 - † 1996)
- Flemming Nielsen, calciatore danese (Copenaghen, n. 1934 - Copenaghen, † 2018)
- Gunnar Nielsen, calciatore faroese (Tórshavn, n. 1986)
- Harald Nielsen, calciatore danese (Frederikshavn, n. 1941 - Klampenborg, † 2015)
- Henrik Nielsen, ex calciatore danese (Virum, n. 1965)
- Kári Nielsen, ex calciatore faroese (Sandur, n. 1981)
- Lasse Nielsen, calciatore danese (n. 1987)
- Leif Nielsen, ex calciatore danese (Copenaghen, n. 1942)
- Marc Nielsen, calciatore danese (Rønne, n. 2001)
- Michael Mio Nielsen, ex calciatore danese (n. 1965)
- Poul Nielsen, calciatore danese (Copenaghen, n. 1891 - Copenaghen, † 1962)
- Sophus Nielsen, calciatore e allenatore di calcio danese (Copenaghen, n. 1888 - Copenaghen, † 1963)
- Torkil Nielsen, ex calciatore faroese (Sandavágur, n. 1964)
- Wilhelm Nielsen, calciatore norvegese (n. 1901 - † 1960)

## Canottieri(1)
- Sverri Sandberg Nielsen, canottiere faroese (Tórshavn, n. 1993)

## Cantanti(3)
- Sanna Nielsen, cantante svedese (Edenryd, n. 1984)
- Ulla Pia, cantante danese (Copenaghen, n. 1945 - Rudersdal, † 2020)
- Drew Sycamore, cantante danese (Hobro, n. 1990)

## Cestisti(1)
- Ove Nielsen, cestista e pallamanista danese (Copenaghen, n. 1919 - Gentofte, † 1977)

## Chitarristi(1)
- Rick Nielsen, chitarrista statunitense (Chicago, n. 1948)

## Cicliste su strada(1)
- Jaime Nielsen, ciclista su strada neozelandese (Hamilton, n. 1985)

## Ciclisti su strada(1)
- Leo Nielsen, ciclista su strada danese (Randers, n. 1909 - Copenaghen, † 1968)

## Compositori(2)
- Carl Nielsen, compositore, violinista e direttore d'orchestra danese (Sortelung, n. 1865 - Copenaghen, † 1931)
- Ludolf Nielsen, compositore, violinista e direttore d'orchestra danese (Nørre Tvede, n. 1876 - Copenaghen, † 1939)

## Dirigenti sportivi(1)
- Brian Steen Nielsen, dirigente sportivo e ex calciatore danese (Vejle, n. 1968)

## Fisici(1)
- Holger Bech Nielsen, fisico danese (Copenaghen, n. 1941)

## Ginnasti(1)
- Lukas Nielsen, ginnasta danese (Malmö, n. 1885 - Copenaghen, † 1964)

## Hockeisti su ghiaccio(1)
- Frans Nielsen, hockeista su ghiaccio danese (Herning, n. 1984)

## Illustratori(1)
- Kay Nielsen, illustratore danese (Copenaghen, n. 1886 - Los Angeles, † 1957)

## Informatici(1)
- Jakob Nielsen, informatico e imprenditore danese (Copenaghen, n. 1957)

## Ingegneri(1)
- Arthur C. Nielsen, ingegnere statunitense (Chicago, n. 1897 - Chicago, † 1980)

## Matematici(1)
- Jakob Nielsen, matematico danese (Mjels, n. 1890 - Helsingør, † 1959)

## Medici(1)
- Cesare Nielsen, medico e entomologo italiano (Bologna, n. 1898 - ivi, † 1984)

## Montatori(1)
- Mikkel E. G. Nielsen, montatore danese (Aarhus, n. 1973)

## Musicisti(1)
- Joachim Nielsen, musicista e paroliere norvegese (n. 1964 - † 2000)

## Musicologi(1)
- Riccardo Nielsen, musicologo e compositore italiano (Bologna, n. 1908 - Ferrara, † 1982)

## Nuotatori(1)
- Benny Nielsen, ex nuotatore danese (Aalborg, n. 1966)

## Nuotatrici(1)
- Mie Nielsen, ex nuotatrice danese (Aalborg, n. 1996)

## Ostacoliste(1)
- Lina Nielsen, ostacolista e velocista britannica (Londra, n. 1996)

## Pallamanisti(2)
- Bárður á Steig Nielsen, ex pallamanista e politico faroese (Vestmanna, n. 1972)
- Nikolaj Øris Nielsen, pallamanista danese (Bjerringbro, n. 1986)

## Pallavolisti(1)
- Rasmus Nielsen, pallavolista danese (Glamsbjerg, n. 1994)

## Piloti automobilistici(1)
- Nicklas Nielsen, pilota automobilistico danese (Hørning, n. 1997)

## Pittori(1)
- Ejnar Nielsen, pittore danese (n. 1872 - † 1956)

## Politiche(3)
- Kirstjen Nielsen, politica statunitense (Colorado Springs, n. 1972)
- Sofie Carsten Nielsen, politica danese (Hørsholm, n. 1975)
- Tove Nielsen, politica danese (Comune di Skive, n. 1941)

## Politici(2)
- Erik Nielsen, politico canadese (Regina, n. 1924 - Kelowna, † 2008)
- Jens Frederik Nielsen, politico e giocatore di badminton groenlandese (Nuuk, n. 1991)

## Produttori cinematografici(1)
- Søren Nielsen, produttore cinematografico e regista danese (Risby, n. 1853 - † 1922)

## Pugili(3)
- Brian Nielsen, ex pugile danese (Korsør, n. 1965)
- Hans Jacob Nielsen, pugile danese (Næstved, n. 1899 - Aalborg, † 1967)
- Battling Nelson, pugile danese (Copenaghen, n. 1882 - † 1954)

## Rapper(1)
- TopGunn, rapper danese (Frederiksberg, n. 1991)

## Registi(2)
- Francis Nielsen, regista francese (Annecy, n. 1947)
- Lasse Nielsen, regista, sceneggiatore e produttore cinematografico danese (Copenaghen, n. 1950 - Aarhus, † 2024)

## Schermidori(1)
- Holger Nielsen, schermidore, tiratore a segno e discobolo danese (Copenaghen, n. 1866 - Hellerup, † 1955)

## Sciatori alpini(1)
- Rune Nielsen, ex sciatore alpino norvegese (n. 1976)

## Scrittrici(2)
- Henriette Nielsen, scrittrice e drammaturga danese (Strandgården, n. 1815 - Vester Torup, † 1900)
- Helen Nielsen, scrittrice e sceneggiatrice statunitense (Roseville, n. 1918 - Prescott, † 2002)

## Scultori(1)
- Kai Nielsen, scultore danese (Svendborg, n. 1882 - Frederiksberg, † 1924)

## Soprani(2)
- Alice Nielsen, soprano e attrice teatrale statunitense (Nashville, n. 1872 - New York, † 1943)
- Inga Nielsen, soprano danese (Holbæk, n. 1946 - Copenaghen, † 2008)

## Tennisti(2)
- Kurt Nielsen, tennista danese (Copenaghen, n. 1930 - Copenaghen, † 2011)
- Mark Nielsen, tennista neozelandese (Auckland, n. 1977)

## Teologi(1)
- Fredrik Nielsen, teologo e vescovo luterano danese (Aalborg, n. 1846 - Aarhus, † 1907)

## Tiratori a segno(1)
- Anders Peter Nielsen, tiratore a segno danese (Århus, n. 1867 - Copenaghen, † 1950)

## Velisti(1)
- Ingar Nielsen, velista norvegese (Oslo, n. 1885 - Oslo, † 1963)

## Velociste(1)
- Laviai Nielsen, velocista britannica (Londra, n. 1996)